# Копијано
Копијано (итал. Copiano) је насеље у Италији у округу Павија, региону Ломбардија.
Према процени из 2011. у насељу је живело 1794 становника. Насеље се налази на надморској висини од 73 м.

## Становништво
| 1936. | 1951. | 1961. | 1971. | 1981. | 1991. | 2001. | 2011. |
| ----- | ----- | ----- | ----- | ----- | ----- | ----- | ----- |
| 984   | 894   | 1.115 | 1.490 | 1.525 | 1.413 | 1.364 | 1.794 |